# Nimenga
La Nimenga (Ни́меньга) est une rivière du nord de la Russie qui coule dans le raïon d'Onega de l'oblast d'Arkhangelsk.
La rivière prend sa source dans les pentes de la ceinture de Vetreny et coule du sud au nord. Elle se jette dans la mer Blanche dans l'estuaire d'Onega, au sud de l'embouchure de la Tapchenga. Son cours mesure 97 kilomètres. Son bassin est de 1 210 km2. Elle arrose le village de Nimenga.

## Bassin

### Affluents
- Oukhta (affulents: Chasta, Oukhroutcheï, Sokroutcheï
- Ioudma (Kadreka)
- Akan

### Lacs
- Kedozero (à droite)
- Kadozero (la Ioudma en part)
- Nijneoukhtinskoïe (traversé par l'Oukhta)
- Kanozero (bassin de l'Oukhta)
- Bolchoïe Oukhtinskoïe (bassin de l'Oukhta)

On y trouvait des perles jusqu'à la fin du XIXe siècle,.